# Jardín del Tarot

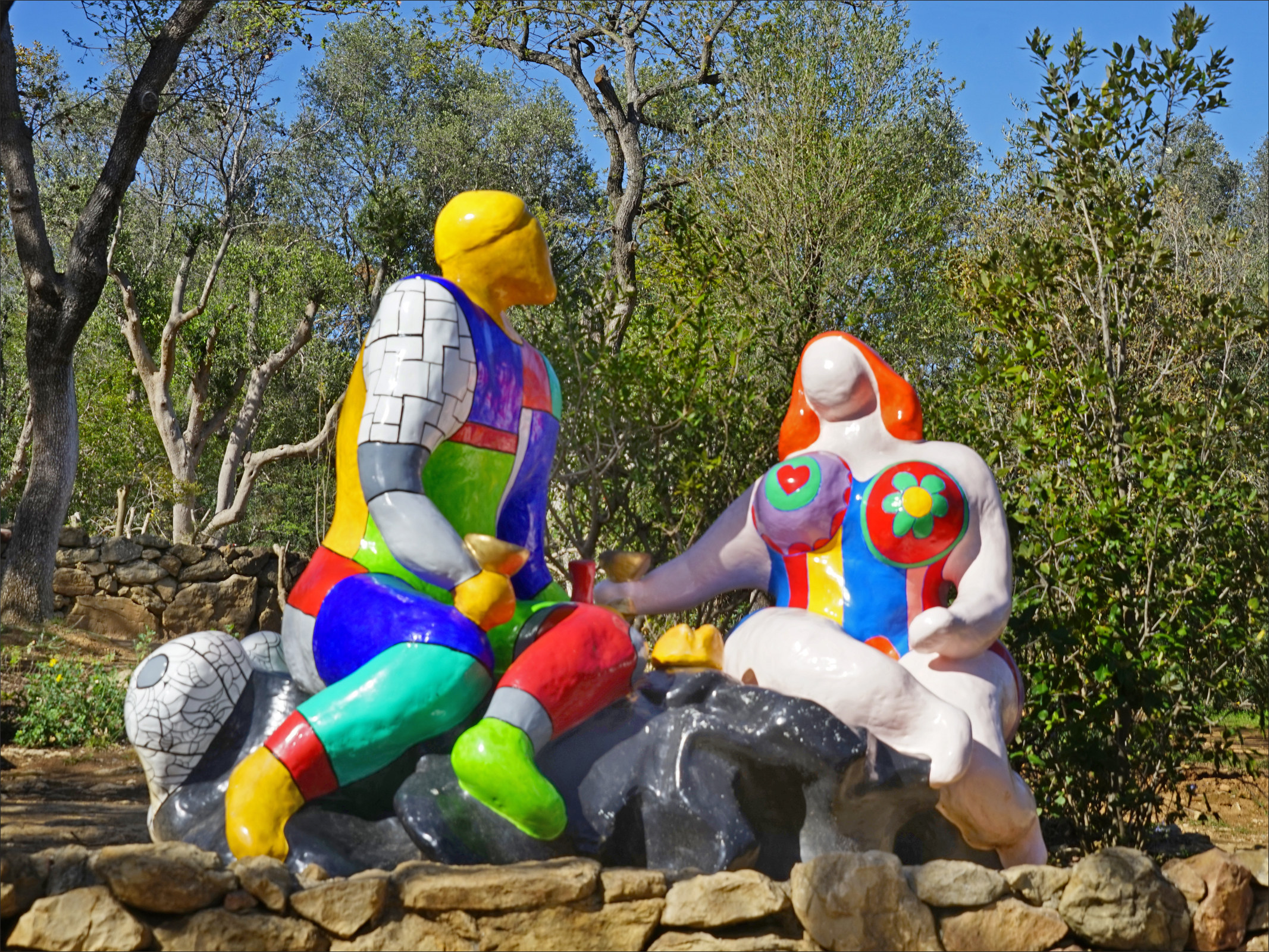
"Enamorados" - Jardín del Tarot

El Jardín del Tarot es un parque artístico ubicado en Garavicchio, cerca de Pescia Fiorentina, aldea de Capalbio (GR) en Toscana, Italia. El parque fue ideado por la artista franco-estadounidense Niki de Saint Phalle, y está poblado de estatuas inspiradas en las figuras de los arcanos mayores del tarot. Según la voluntad de la artista, en el Jardín del Tarot no se realizan visitas guiadas para dejar libre a la interpretación de los visitantes.

## Historia

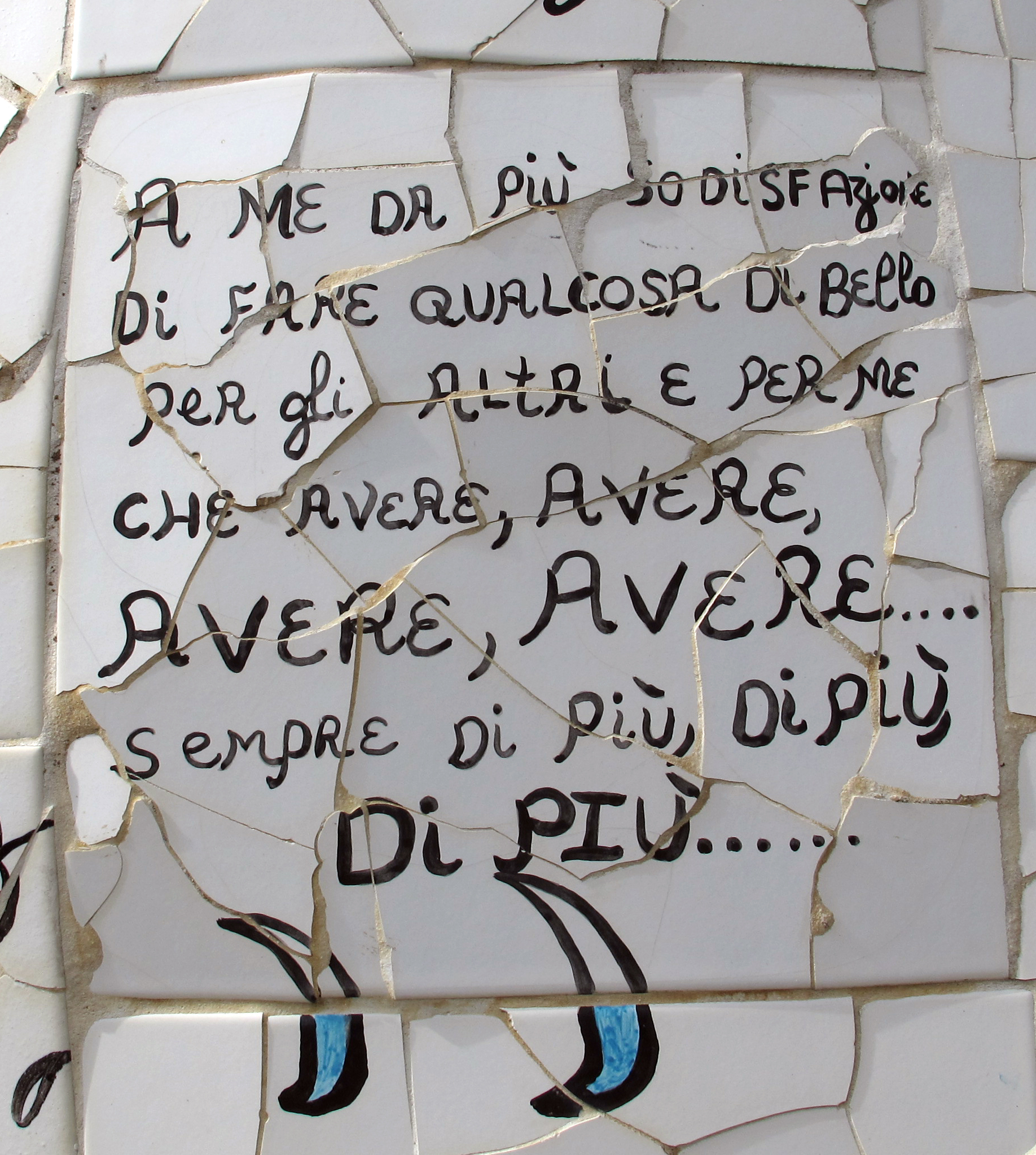
Lema de la artista, en una baldosa del Colgado

Inspiràndose en el Park Guell de Antoni Gaudí en Barcelona y en el jardín de Bomarzo, Niki de Saint Phalle empieza la construcción del Jardín del Tarot en 1979.
Identificando en el Jardín el ensueño mágico y espiritual de su vida, Niki de Saint Phalle se ha dedicado a la construcción de las veintidós imponentes figuras en acero y cemento recubiertas de vidrios, espejos y cerámicas pintadas, durante más de diecisiete años, apoyada, además por varios obreros especializados, por un equipo de personajes famosos del arte contemporáneo como Rico Weber, Sepp Imhof, Paul Wiedmer, Dok van Winsen, Pierre Marie y Isabelle Las Jeune, Alan Davie, Marina Karella y sobre todo por su marido Jean Tinguely, desaparecido en 1991, que ha creado las estructuras metálicas de las enormes esculturas y ha añadido otras con sus mécaniques, ensamblajes móviles de elementos mecánicos en hierro.
Para realizar la obra han colaborado también Ricardo Menon, amigo y asistente personal de Niki de Saint Phalle, y Venera Finocchiaro, ceramista romana; las esculturas más pequeñas del Jardín (la Templanza, los Enamorados, El Mundo, el Ermitaño, el Oráculo, la Muerte y el Colgado), realizadas en París con la ayuda de Marco Zitelli, posteriormente han sido producidas en poliéster por Robert, Gerard y Olivier Haligon. El arquitecto suizo Mario Botta, con el arquitecto toscano Roberto Aureli, ha dibujado el pabellón de entrada, una pared medianera con una gran abertura circular al centro, pensado como un divisoria entre el Jardín y la realidad cotidiana.
Acabado recién en el verano de 1996, la realización del Jardín ha requerido, adicionalmente a un enorme trabajo de instalación, un costo de aproximadamente 5.16 millones de euros totalmente autofinanciado por la autora. En 1997 Niki de Saint Phalle creó a la Fundación El Jardín del Tarot, cuyo objetivo es preservar y mantener la obra realizada por la escultora. El 15 de  mayo de 1998 el Jardín del Tarot fue abierto a la audiencia. Al visitar el parque se nota que no se han terminado algunas intervenciones y que una estatua está inacabada debido a la enfermedad respiratoria que mató al artista en 2002 y cuyo deseo era no completar las partes que ella misma no había logrado terminar.

## La crítica

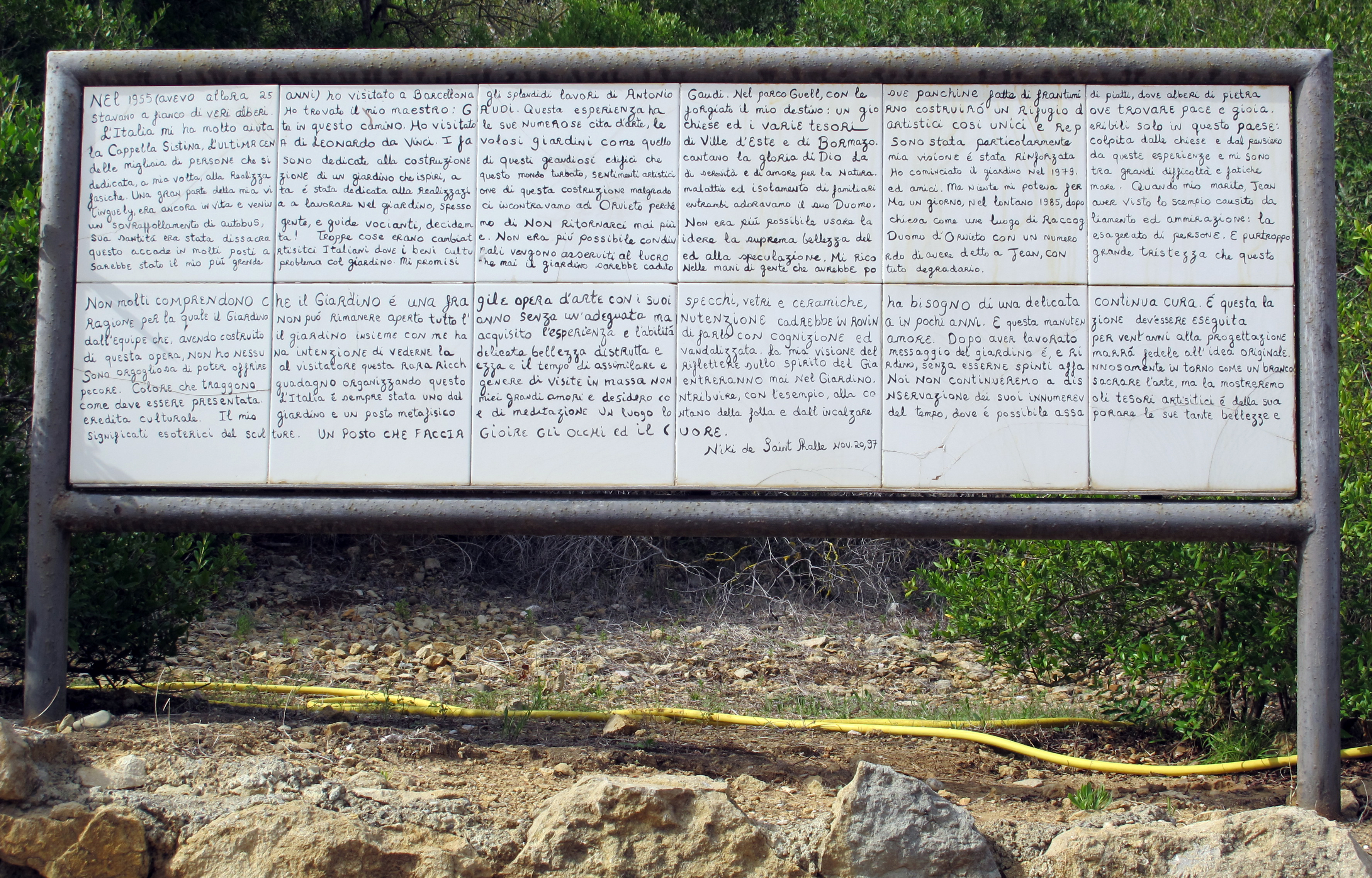
La historia del jardín en una lápida en la entrada

Las esculturas inspiradas en los arcanos mayores del Tarot, por lo tanto llenas de significados simbólicos y esotéricos, son la última etapa de un recorrido artístico empezado por Niki de Saint Phalle a mediados de la década de 1960, después de haber abandonado el Nuevo Realismo y los conjuntos multimateriales para la creación de las llamadas "Nanas", enormes, sinuosas figuras femeninas transitables y habitables, la primera de las cuales - La Hon -  fue realizada en 1966 para el Museo de Estocolmo y la más famosa de las cuales, la Tête, fue instalada en 1973 en el bosque de Milly-la-Forêt en Francia y declarada monumento nacional por el presidente Mitterrand.
En los colores intensos y vivaces, en la "espasmódica dilatación de las formas y en la luminosidad inspirada en los maestros del cromatismo, de Matisse a Picasso, de Kandinskij a Klee", las esculturas corpulentas y explosivas del Jardín del Tarot, recubiertas de un "vestido de luz que transforma las diferentes figuras personalizadas en una fabulosa sucesión de aderezos neobarrocos", arroban "la atención y los sentidos del espectador", que, lejos de recorrer un parque de atracciones, realiza un tipo de recorrido de iniciación que recuerda a distinguidos personajes precedentes - Bomarzo, el Palacio Ideal de Ferdinand Cheval en la Drome, el Park Güell, las Watts Towers de Simon Rodia de Los Ángeles - pero que se caracteriza sobre todo por la presencia de un Femenino materno y potente, cargado de complejidad simbólica y de "no casuales conexiones (...) con los "calvarios" psíquicos y físicos" de la autora.
Celebrada como obra única en su género, al Jardín del Tarot se le dedicó en el verano de 1997 una exposición dentro de la "Polveriera Guzmán", sobre la laguna de Orbetello, preparada por Gianni Pettena, a cargo de Anna Mazzanti con intervenciones de Pierre Restany y Enrico Crispolti, y acompañada de una película biográfica de Peter Schamoni sobre la historia artística de la escultora. En el verano de 2006 la administración comunal de Capalbio organizó la primera muestra sobre el Jardín con exposición de aproximadamente 60 obras y documentos de obras de colecciones privadas, realizada en el Castillo Aldobrandeschi Collacchioni. El curador de la exposición fue Roberto Aureli, colaborador durante más de una década de Niki y Jean Tinguely para la definición del Jardín del Tarot.
De la obra está unánimemente reconocido la unión entre arte y arquitectura, porque "de la primera utiliza los amplios repertorios figurativos y lingüísticos, pero de la segunda tiene la dimensión: humana, habitable, tangible" y para la "voluntad de destino del acontecimiento plástico a configuración ambiental, por lo tanto transitable, habitable". Además, con la decoración de su escultura-vivienda, la Emperatriz-Esfinge, Niki de Saint Phalle ha elaborado y realizado la otra estrecha relación entre arte, arquitectura y diseño, mientras que, aún, presentes y evidentes son la integración arte-naturaleza, tradición-contemporaneidad, formas-color, materia-espíritu, de manera que el Jardín del Tarot  es una obra integral.

## Descripción

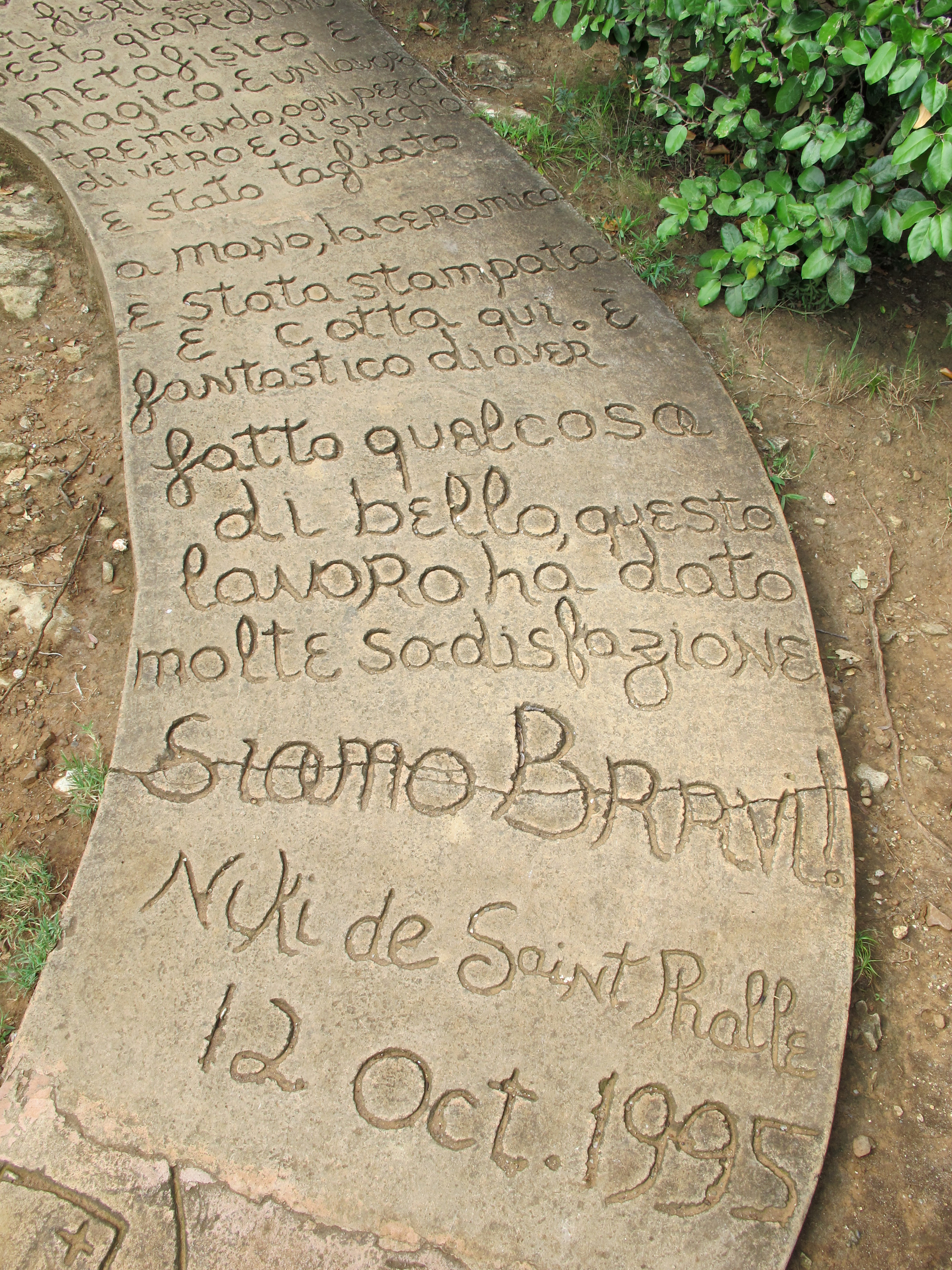
Uno de los senderos

### Ubicación
El Jardín se encuentra en la ladera meridional de la colina de Garavicchio, en la Maremma toscana. La obra, se desarrolla por aproximadamente 2 hectáreas de terreno, constituye una verdadera "ciudad" en la que las esculturas-casas marcan las etapas del recorrido resaltando muy pintadas ya de la calle en el salvaje paisaje natural. A los pies de la colina de Garavicchio, el acceso al Jardín está cerrado por una larga muralla del pabellón de entrada realizada por Mario Botta, formado por una doble pared medianera en toba con una sola gran abertura circular al centro, cerrada por una verja. El mismo Botta ha afirmado que en el dibujo de la entrada ha intentado interpretar el sentimiento de "separación" entre el Jardín y el mundo exterior que Niki de Saint Phalle pedía: la pared se entiende por lo tanto como un "umbral", a cruzar para entrar en una "pausa mágica" claramente dividida por la realidad de todos los días. En el proyecto, el muro ha tomado cada vez más espesor para ser equipado, en el interior, con los servicios requeridos por una actividad de tránsito; las dos paredes paralelas están divididas por un espacio, pavimentado en pórfido, que acoge, a los lados de la abertura circular, las estructuras de metal y vidrio para la taquilla y la pequeña tienda.

### La plaza central
Al cruzar el umbral, el camino de ripio sube hasta la gran plaza central ocupada por una piscina y dominada por las figuras unidas de la Papisa y el Mago, los primeros arcanos mayores del Tarot que marcan el inicio del recorrido. Rodeada por el verde y los sinuosos bancos de Pierre Marie Le Jeune, la plaza, tipo de gran anfiteatro dominado por las otras, pintadas esculturas, comunicará inmediatamente esa impresión de inquietud y hechizo, de fascinación, de juego, de espléndida visión que anima a todo el Jardín. La piscina circular en la que se recogen las aguas que salen de la cascada de la escalera que viene de la enorme boca abierta de la Papisa, clara reminiscencia del Ogro de Bomarzo e ideal vínculo con los juegos de agua de Villa d'Este está marcada en el centro por la Rueda de la Fortuna, la escultura mecánica móvil realizada por Jean Tinguely. Las sendas que se bifurcan de la plaza recorren itinerarios diferentes que siguen las sinuosidades del terreno, subiendo o bajando a lo largo de la cresta. También los caminos juegan en la obra un papel fundamental: sobre el cemento que las reviste, en efecto, Niki de Saint Phalle ha grabado indeleblemente apuntes de pensamiento, memorias, números, citas, dibujos, mensajes de esperanza y de fe, desenvolviendo un camino que una vez más no es sólo físico sino sobre todo espiritual. Sobre la cresta derecha, la pequeña escalera que sube de la plaza pasa bajo la figura del Sol, encarnado en el gran pájaro del fuego, blanco, rojo y amarillo, colocado sobre un gran arco azul, en el que es evidente la llamada a la iconografía de los indios de América. Inmediatamente después del Sol, aquí está el Papa, obra favorita de Tinguely que consolidó su estructura "en solitario" y que adopta la técnica filiforme llamada skinny.

### El Árbol de la Vida, la Justicia, los Enamorados y el Profeta

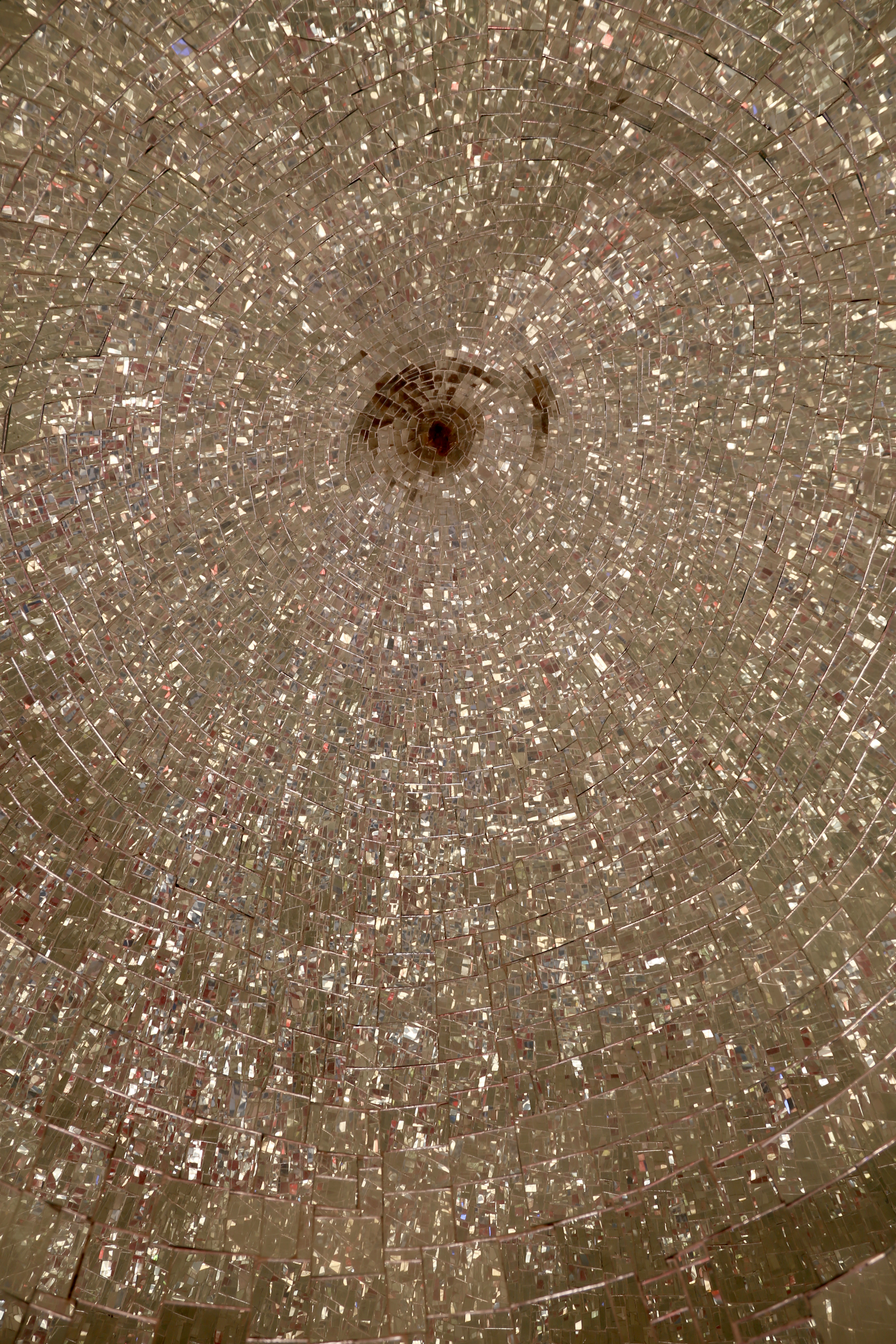
Interior del cohete del Emperador con mosaico de espejos

El árbol de la Vida está en contraste con el espacio cable encerrado en las columnas del Papa. Su sólido cuerpo coronado por cabezas de serpientes está recubierto, como un periódico mural, de inscripciones, grafismos y dibujos de Tinguely y de Niki de Saint Phalle, que cuenta en particular su experiencia autobiográfica en los bloques del panel "My Love". Delineado con hilos de color en el centro de un sector ovalado cubierto de espejos, el Árbol de la Vida muestra la figura del Ahorcado, que desde su punto de vista invertido sugiere otra manera de ver la realidad de las cosas. 
En frente sube hasta la cabeza del Mago la serpenteante escalera azul intenso bajo la cual se esconde el acceso escondido al interior de la cabeza-fuente de la Papisa, pintado de azul con estrellas plateadas. A la derecha está la figura de la Justicia, inquietante en su claro contraste de blanco y negro, con la balanza sobre sus grandes senos y el espacio interior, cerrado por una puerta con un enorme candado, ocupado por otra de las siniestras mecaniqués de Jean Tinguely que representa La Injusticia.
A lo largo del sendero de cemento - mientras que un cartel señala una posible desviación en un bosquecillo, donde están colocadas las esculturas de los Enamorados, pintadas y felices figuras en poliéster que sentadas comen su pícnic y, más atrás, solitaria en medio a una pequeña radura, el Profeta, gran fantasma cable enteramente cubierto de espejos -  se encuentra el castillo del Emperador, pensado "como una ciudadela imperial con torres, un paseo de ronda, de un patio adornado con una fuente y 22 columnas (el número de los Arcanos Mayores) que sostienen un pórtico".

### El Emperador y la Torre
El Emperador es la figura con mayor plenitud arquitectónica, que Niki de Saint Phalle ha estudiado mucho y ha modificado donde parece recogida la herencia de Gaudí. Representa el papel del masculino, físico y psíquico (simbolizado por las estructuras verticales y del cohete rojo dirigido hacia el cielo puesto en fregio al camino superior), de la ambición, del poder consolidado "un recuerdo onírico del arte encontrado de los años Sesenta"- que comprende "vidrios de Murano y murrine, espejos de Francia, cecoslovacos y de Boemia, relieves decorativos (...) y piezas de un rompecabezas", recordando "objetos y elementos de los más varios o son los calques  de los rostros de todos aquellos que han colaborado a la creación del Jardín del Tarot, cuyos nombres están reproducidos también en murrine todo entorno a una de las columnas del pórtico".
En el centro del patio, rodeado por este ondulado pórtico, está una piscina circular en la que cuatro felices, pintadas nanas se bañan, chorreando de los pechos chorros de agua. En la parte posterior del Castillo, desconectada pero incumbente, se eleva la Torre, símbolo de las construcciones mentales no fundadas sobre bases sólidas, enteramente cubierta con espejos y decapitada por la violencia del rayo-máquina-chatarra pensada por Jean Tinguely.
Desde las ventanas rectangulares recortadas a lo largo de las paredes de la Torre se puede ver el interior del edificio, cuyas estrechas habitaciones habían sido destinadas a oficina, hoy no accesible.

### La Emperatriz-Esfinge

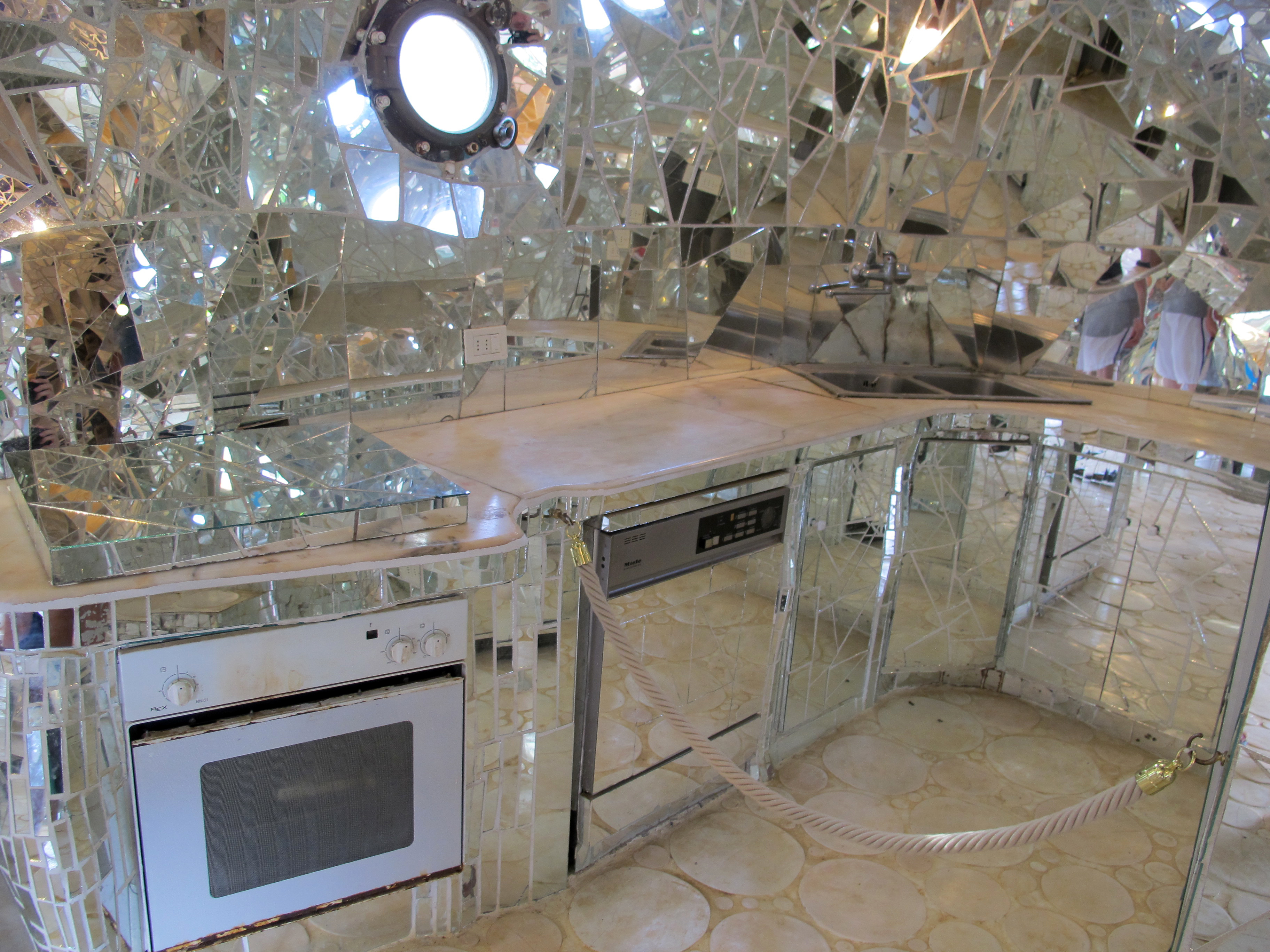
Interior de la Emperatriz, la cocina

Anteriormente cerrada al público es también la escultura más representativa e importante del complejo, la Emperatriz-Esfinge en la que Niki de Saint Phalle vivió durante largos períodos de tiempo durante los trabajos. Situada al lado del Castillo, la Emperatriz se asoma a la plaza de abajo y se encuentra en posición dominante sobre todo el Jardín. Enorme y opulenta, el cuerpo excesivamente formoso cubierto con una fantasmagoría de cerámicas moladas, la Emperatriz encarna quizás mejor que cualquier otra escultura la cifra estilística de la "curva" adoptada por Niki de Saint-Phalle desde los años sesenta en sus "Nanas". Dentro de la "gran madre" - "espacio todo redondo sin ángulo" según las palabras de la autora, destinado a vivienda con el dormitorio en un seno, la cocina en el otro y el espacio central amoblado como salón de estudio - fueron colocadas el 17 de agosto de 1996 - actualmente visibles - las figuras del Juicio, de las Estrellas y del Carro, reflejadas por los miles de fragmentos de espejos venecianos que recubren las paredes. En el dorso de la Emperatriz, los hilos de la melena cubierta de espejos azul eléctrico que enmarca el rostro negro de la figura, delimitan una terraza-mirador toda recovecos y concavidad, accesible desde una escalera modelada en el lado externo, desde donde se disfruta del gran panorama del campo circundante y la visión plateada de la Luna, escultura "skinny" sostenida por el cangrejo rojo situado en el centro de un claro más abajo.

### La Templanza
Siguiendo el camino, a la izquierda surge la cúpula-capilla de espejos y cemento dominada por la figura de la Templanza, dedicada a la memoria de Jean Tinguely y de Ricardo Menon; el iglú está cubierto en el interior de espejos y formas cerámicas en forma de flores, y se centra alrededor de un pequeño altar con el bajorrelieve pintado de una Virgen negra, que vela sobre las fotografías de los amigos desaparecidos. Entrar en la capilla significa entrar en una dimensión en la que se pierden los parámetros espaciales conocidos: más que en otros lugares del Jardín (y aún más fuerte debe ser la sensación dentro de la Emperatriz), el efecto es de un envolvente, caleidoscopio de colores y formas curvas continuamente reflejadas y rotas, un espacio mágico y escurridizo en el que parece traducirse el concepto mismo de infinito. Cerca de la capilla, en medio del verde, se encuentran esculturas-asientos en forma de animales, utilizables como momentos de parada, de contemplación y de meditación, mientras que otras esculturas, de sujeto mítico (la Diosa de las serpientes o el Oráculo) o animal (el gato Ricardo) se dispersan en el bosque.

### La Muerte, el Diablo, el Loco, el Mundo

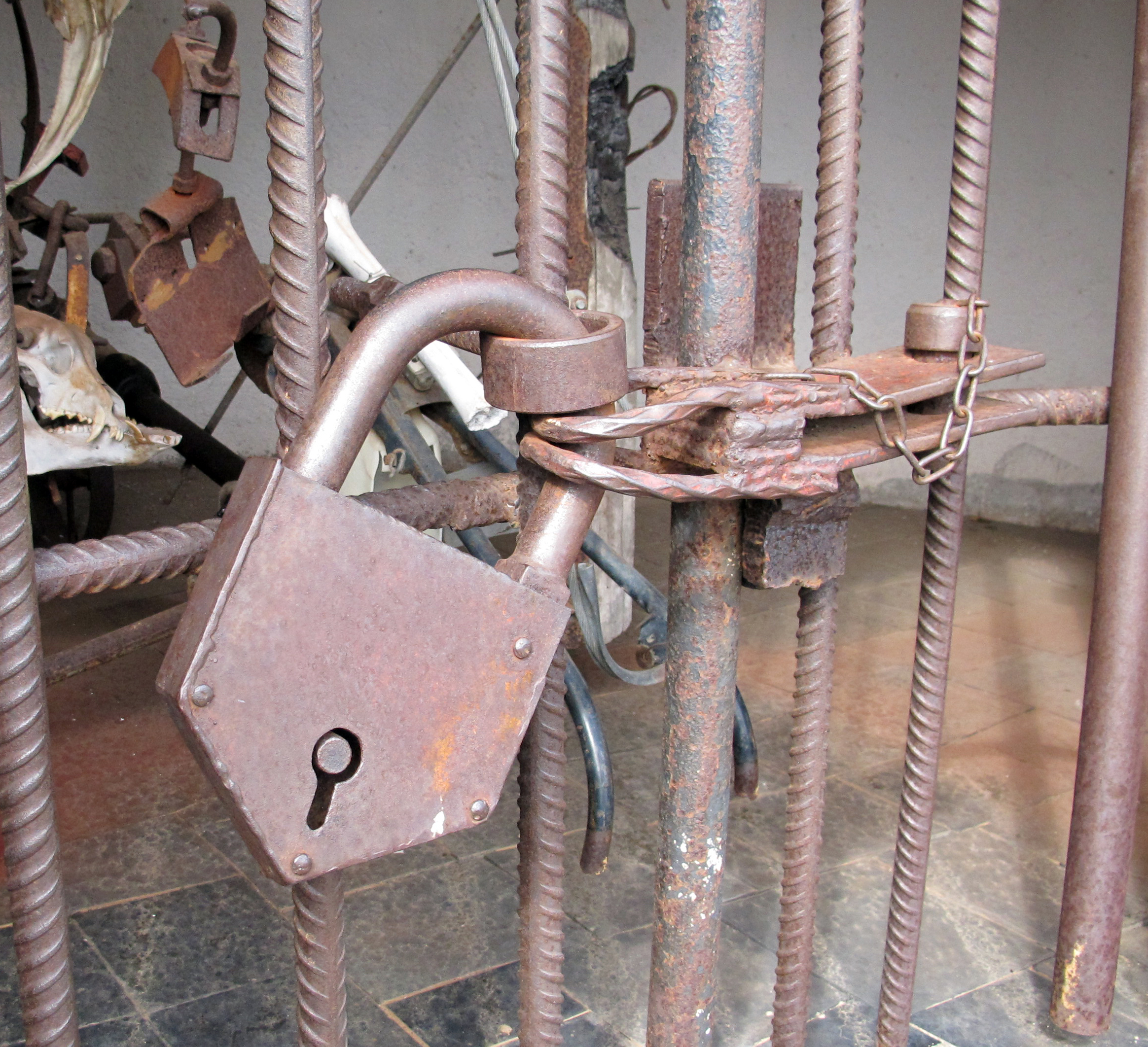
El pestillo de la Justicia

Volviendo hacia atrás hasta la escultura del Sol, otro pequeño camino de tierra llega hasta el último, salvaje sector del Jardín, un solitario itinerario de tres pequeños claros cercanos a las esculturas de la Muerte, puesta sobre una base de espejos y simbolizada por una sonriente figura dorada montada sobre un caballo azul que corta a hombres y animales a sus pies; del Diablo, que está al acehco en el fondo de un nicho vegetal, con las alas de murciélago desplegadas, el cuerpo pintado, el sexo incierto, las dos figuras humanas - femenina y masculina - a los lados; del Loco, filiforme escultura "skinny" en la que el joven vagabundo, en el cual el artista se identifica, es el símbolo del caos, del espíritu y del entusiasmo y, finalmente, del Mundo, realizada junto con Tinguely que creó la máquina ferrosa en la base que hace girar a intervalos regulares, alumbrando mágicamente con minúsculas partículas de luz el verde circundante, la esfera de espejos que se encuentra entre las espiras de una serpiente y dominada por una figura de mujer con los brazos abiertos.

### La Fuerza
La escultura de la Fuerza representa el undécimo Arcano del Tarot y muestra una mujer que refrena a un dragón, liado a ella de un hilo invisible.Es una original interpretación de este Arcano, que, del Mazzi Visconti Sforza del 1450, representa a una mujer que abre las fauces a un león. La introducción de la figura del dragón muestra también las deudas iconográficas que la artista tiene hacia las esculturas del Bosco Sacro di Bomanzo, donde está un dragón que acuerda mucho lo de Niki de Saint Phalle.